# Torque Quest
Torque Quest es una aventura conversacional adaptada para Xbox Live Indie Games y desarrollada por Niño 1 Oso 0 el 20 de noviembre de 2011, imitando el estilo de juegos clásicos como Shadowgate. Supuso la primera parte de la trilogía de aventuras Pulp Adventure Games. Proyecto que intentaba según sus creadores, recuperar el espíritu de las primeras aventuras gráficas en cuanto a partidas de corta duración, teniendo como objetivo la rejugabilidad. El juego fue lanzado al precio de 80 MP (1 euro/dólar) en el bazar de Xbox Live Marketplace.

## Historia
Torque Quest es una aventura cuyo protagonista, Torque Saeva, tiene la misión de intentar llegar a su casa pese a su estado de embriaguez. Durante el viaje se encontrará con personajes sobrenaturales y mitológicos, que intentarán evitarlo.

## Jugabilidad
Esta aventura conversacional hacía uso de 4 comandos para interactuar: examinar, coger, hablar, usar. Partiendo de esta base, el jugador nunca se encontraba un comentario genérico, intentara lo que intentara y por absurdo que pudiera parecer. Gracias a ese planteamiento, un ítem del juego como la tarjeta de crédito podría ser usado con cualquier elemento interactuable de los escenarios, desde un cajero, Cerbero o el mismo Cthulhu.
Dicha posibilidad permitía la aparición de multitud de muertes repentinas, en claro homenaje a las aventuras de Sierra, ya que el protagonista debido a su estado de embriaguez intentaría llevar a cabo cualquier acción. Los 15 tipos de muertes posibles, obligaban al jugador a empezar la aventura desde un principio, ya que teniendo en cuenta su duración buscaba  penalizar el ensayo error a la hora de resolver los puzles.
El juego llegado el momento, cambia de jugabilidad por completo, ofreciendo un interrogatorio donde Torque podrá replicar de manera sarcástica, agresiva, profesional o directamente confesar, para poder escapar de la situación. En función de nuestras respuestas a lo largo del interrogatorio se tendrá acceso a  varios finales.

## Influencias
Mediante la interfaz, fx y diseño artístico, el juego intentaba emular a las primeras aventuras desarrolladas para la Nes como ShadowGate, por lo que casi todo el peso del juego recaía en la figura del narrador (aquí Lead Designer) a nivel descriptivo. El diseño de los personajes está inspirando en los sprites de Final Fantasy VI, aplicado a mitologías como la griega, Warhammer 40.000 y Lovecraft.
A lo largo de la aventura, el protagonista debido a su cultura basada en la televisión y videojuegos, hará referencia a series como The Adventures of the Galaxy Rangers, Alf y videojuegos como Batman: Return of the Joker, Dragon Quest por ejemplo. La faceta del interrogatorio así como su sistema de diálogo, es un homenaje a Alpha Protocol donde el protagonista hará referencias a series de televisión como NCIS: Naval Criminal Investigative Service, Teenage Mutant Ninja Turtles o películas como American Ninja.

## Recepción
Torque Quest ha sido recibido con disparidad de críticas debido al planteamiento retro del juego y a su tipo de humor, donde el narrador mediante tono irónico, va describiendo todos los actos absurdos y violentos que Torque en estado de embriaguez es capaz de realizar. Ha sido descrito por reseñas como "El hijo bastardo cafre de Shadowgate y 8-Bit Theater", "Si te gusta ¿Colega, dónde está mi coche" este es tu juego", "Como broma está bien, como producto deja que desar... Un verdadero sinsentido atrasado técnicamente que, a pesar de todo, puede llegar no sólo a gustar, sino a tener sus fanes".